# Drapeau de l'Eswatini

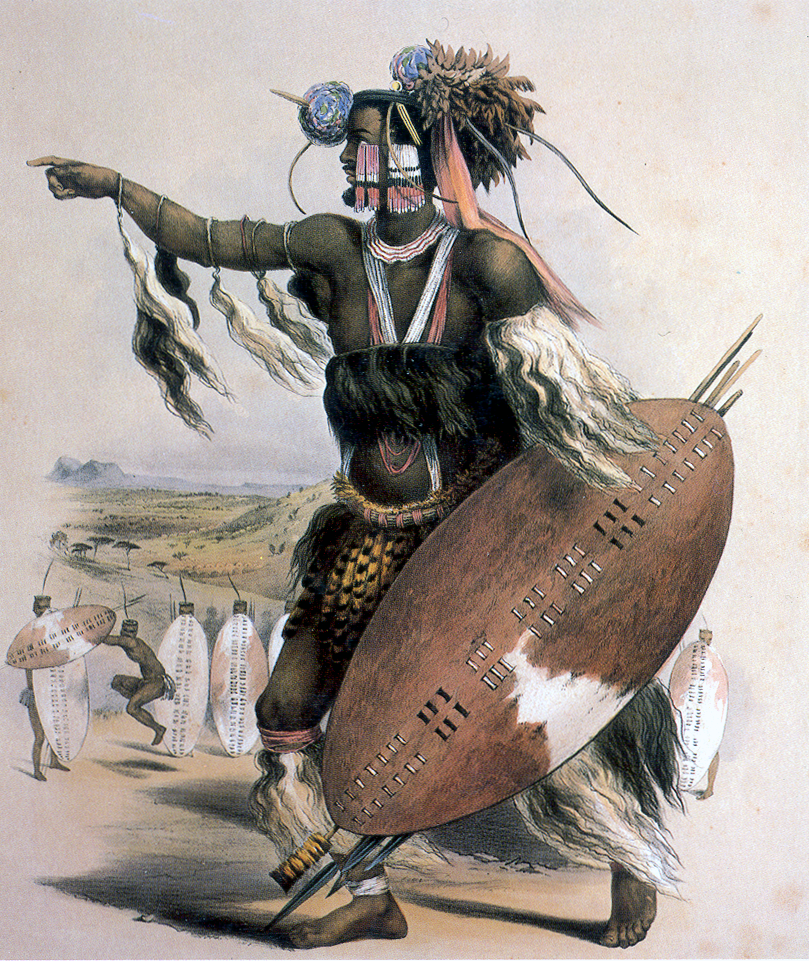
Croquis d'un guerrier zoulou, 1849

Adopté le 30 octobre 1967, soit près d'un an avant l’indépendance, le drapeau de l'Eswatini se compose de cinq bandes horizontales bleue (haut), jaune, rouge, jaune et bleue. La bande centrale rouge, la plus large, porte un bouclier zoulou (les Swazis sont très proches ethniquement des Zoulous) couvert de peau de bœufs noire et blanche censée incarner la paix entre Blancs et Noirs, dont dépassent deux sagaies et un bâton zoulou orné de plumes, instruments de pouvoir, qui symbolisent la défense du pays contre ses ennemis. 
Les bandes bleues représentent la paix et la stabilité, l'agriculture et les ressources minières sont symbolisées par le jaune, la lutte pour l'indépendance et les batailles du passé par le rouge.
Le bouclier a été donné pendant la Seconde Guerre mondiale (1941) par le roi Sobhuza II au Swazi Pioneer Corps lorsque ce régiment fut intégré au sein de l’armée britannique, qui le portait sur son drapeau.